# Karski (powiat ostrowski)
Karski – wieś w Polsce położona w województwie wielkopolskim, w powiecie ostrowskim, w gminie Ostrów Wielkopolski, przy północnej granicy Ostrowa (sąsiaduje z dzielnicą Piaski-Szczygliczka). Znajduje się przy drodze powiatowej prowadzącej na lotnisko Aeroklubu Ostrowskiego w Michałkowie. W miejscowości jest ośrodek jeździecki.

## Historia
Znane od 1401 roku. Miejscowość przynależała administracyjnie przed rokiem 1887 do powiatu odolanowskiego, w latach 1975–1998 do województwa kaliskiego, a w latach 1887–1975 i od 1999 do powiatu ostrowskiego. Pod koniec XIX wieku wieś Karski liczyła 58 mieszkańców, a majątek (należący do rodziny Lipskich) wraz z oberżą Piaski – 107.